# Pitar newcombianus
Pitar newcombianus är en musselart som först beskrevs av William More Gabb 1865.  Pitar newcombianus ingår i släktet Pitar och familjen venusmusslor. Inga underarter finns listade i Catalogue of Life.